# 蘭山道
蘭山道（らんさん-どう）は中華民国北京政府により設置された甘粛省の道。

## 沿革
1913年（民国2年）、清代の蘭州府及び鞏秦階道の一部に設置。観察使は狄道県に置かれ、下部に狄道、皋蘭、紅水、導河、洮沙、靖遠、金県、渭源、定西、隴西、臨潭、会寧、岷県、漳県の14県を管轄した。1914年（民国3年）5月に観察使が道尹と改められ、道治も皋蘭県に移された。1927年（民国16年）に廃止されている。

## 行政区画
廃止直前下部の14県を管轄した。（50音順）
- 渭源県
- 会寧県
- 金県
- 紅水県
- 皋蘭県
- 漳県
- 靖遠県
- 定西県
- 狄道県
- 導河県
- 洮沙県
- 岷県
- 臨潭県
- 隴西県